# San Claudio de Olivares (Zamora)

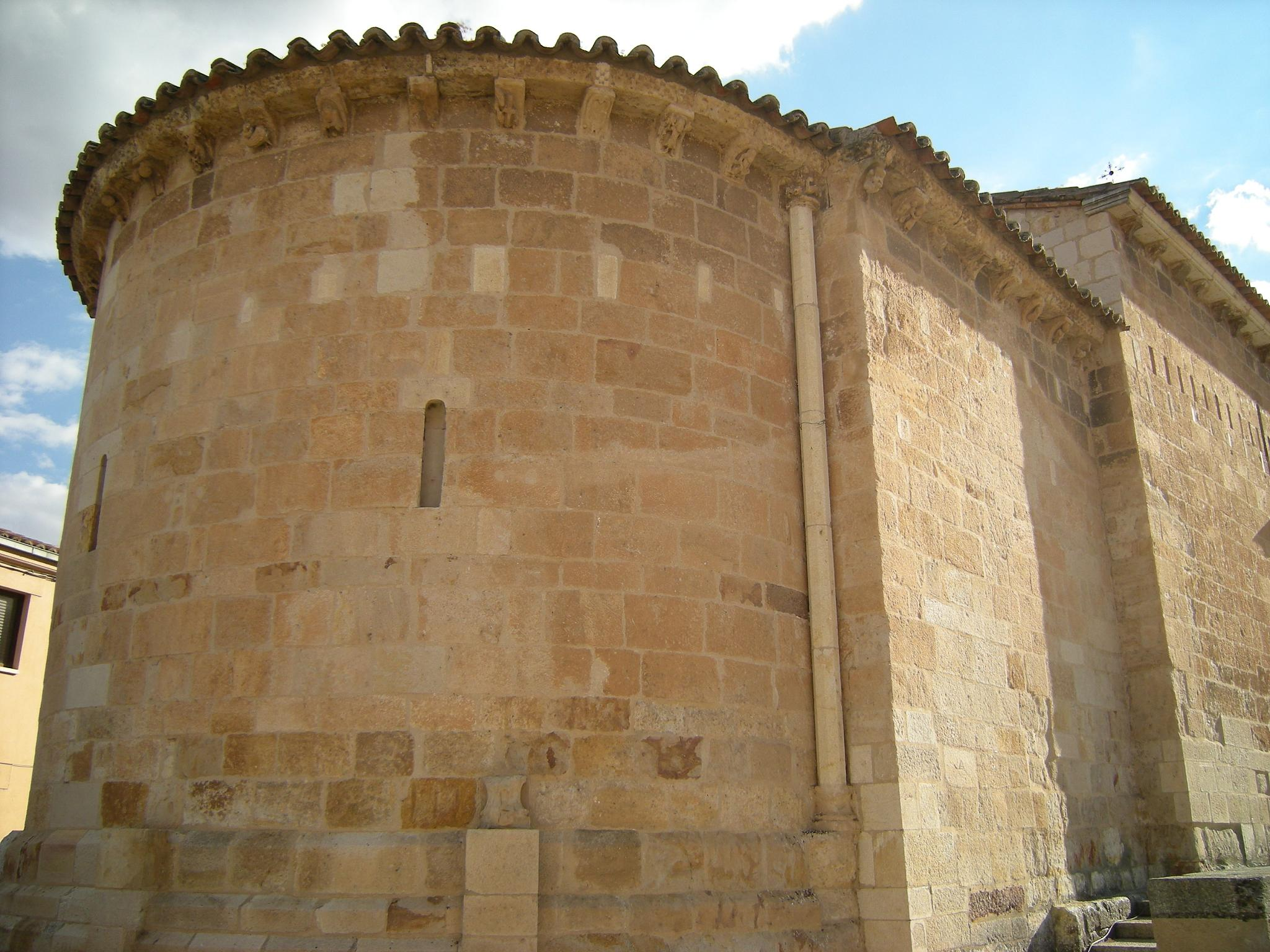
Außenansicht des Chors

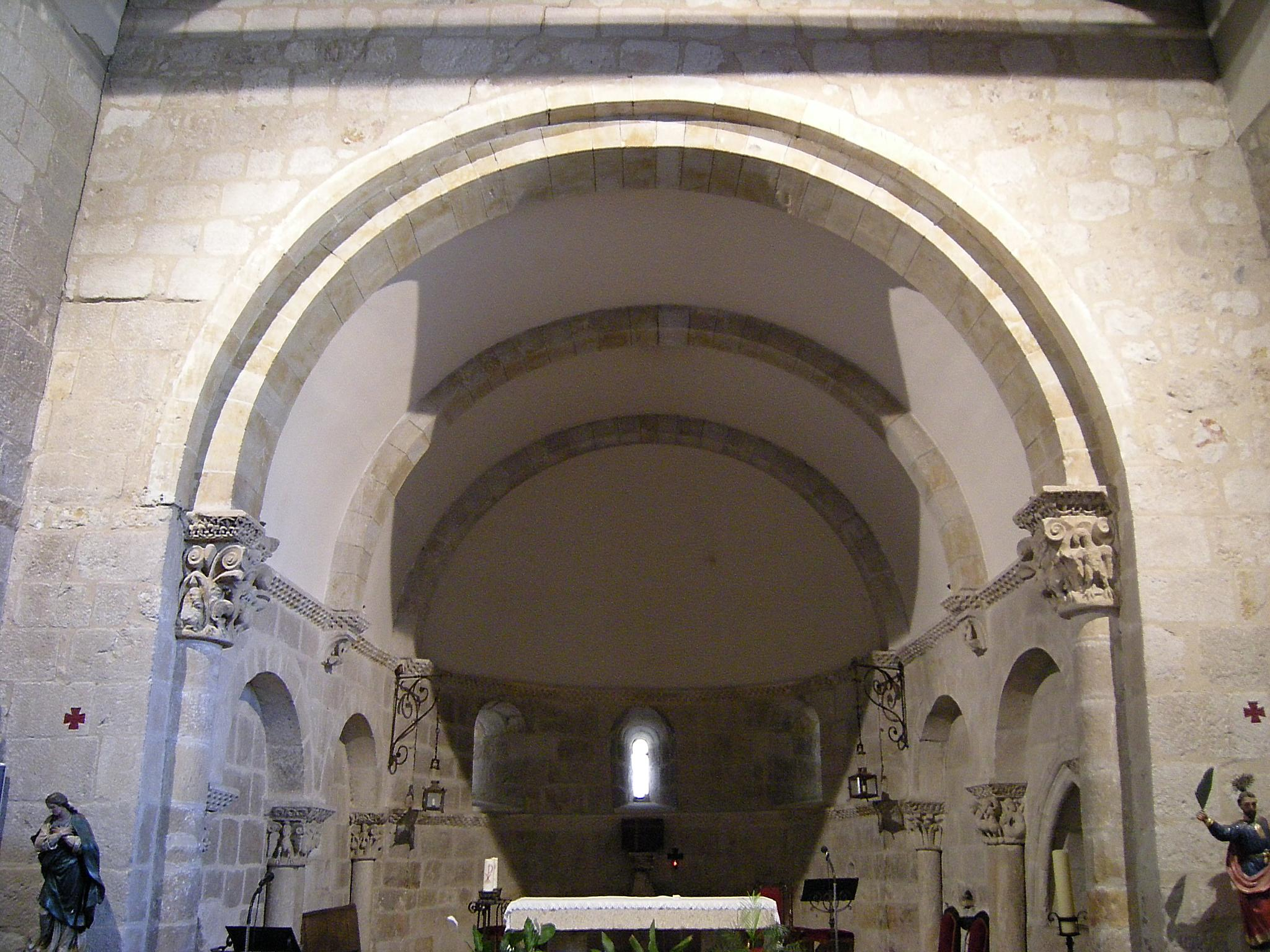
Triumphbogen und Chor

Die römisch-katholische Kirche San Claudio de Olivares in Zamora, der Hauptstadt der gleichnamigen Provinz in der Autonomen Region Kastilien-León in Spanien, wurde zu Beginn des 12. Jahrhunderts errichtet. Die romanische Kirche, im Barrio de Olivares (Stadtviertel Olivares) gelegen, ist seit 1931 ein geschütztes Baudenkmal (Bien de Interés Cultural).

## Beschreibung
Die dem hl. Claudius geweihte Kirche ist die älteste romanische Kirche in Zamora. Der einschiffige Bau mit einem halbrunden Chor besitzt zehn bemerkenswerte Kapitelle aus dem 12. Jahrhundert mit der Darstellung von Kentauren, Herakles im Kampf mit dem Löwen und anderen Motiven.

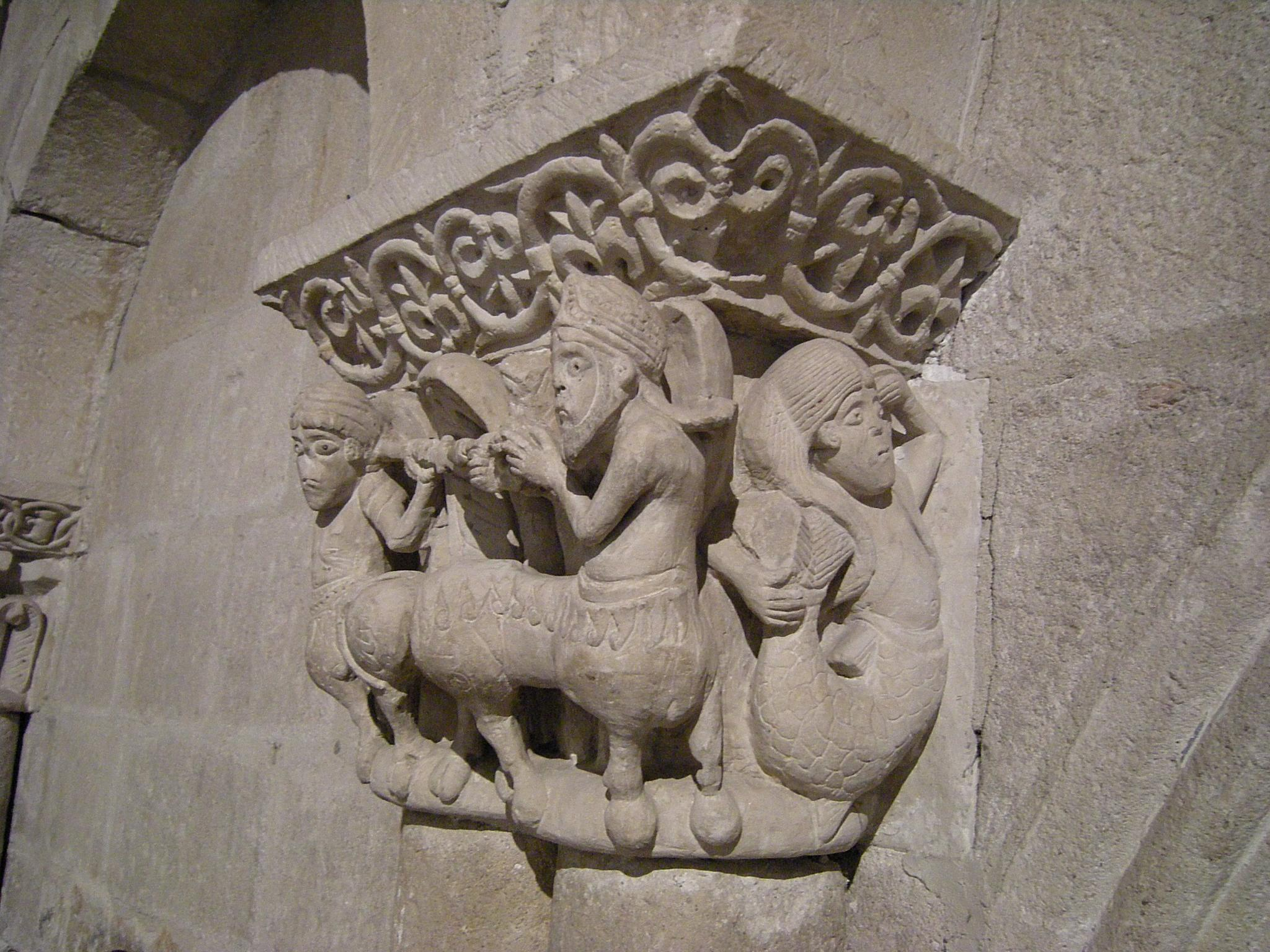
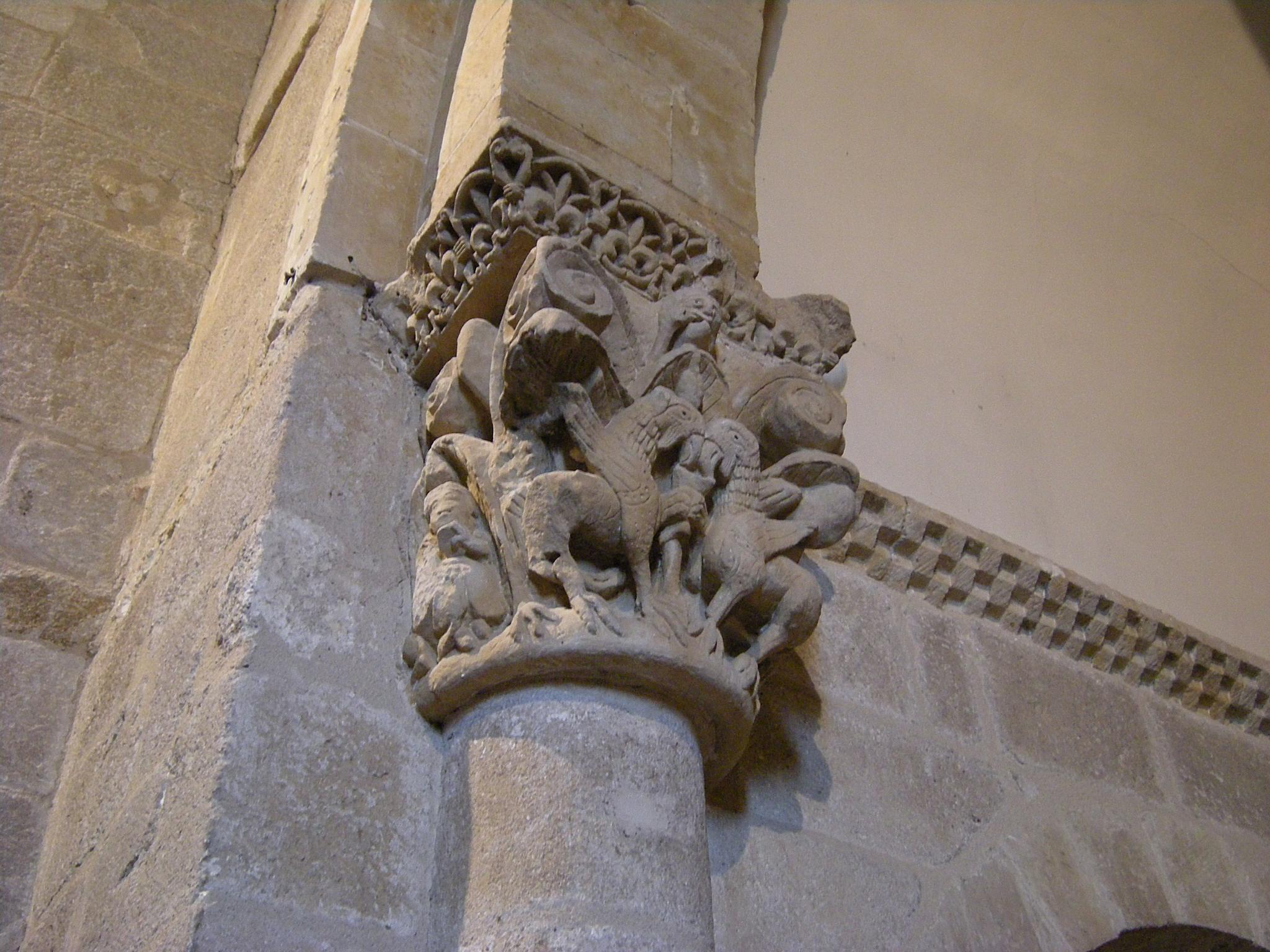
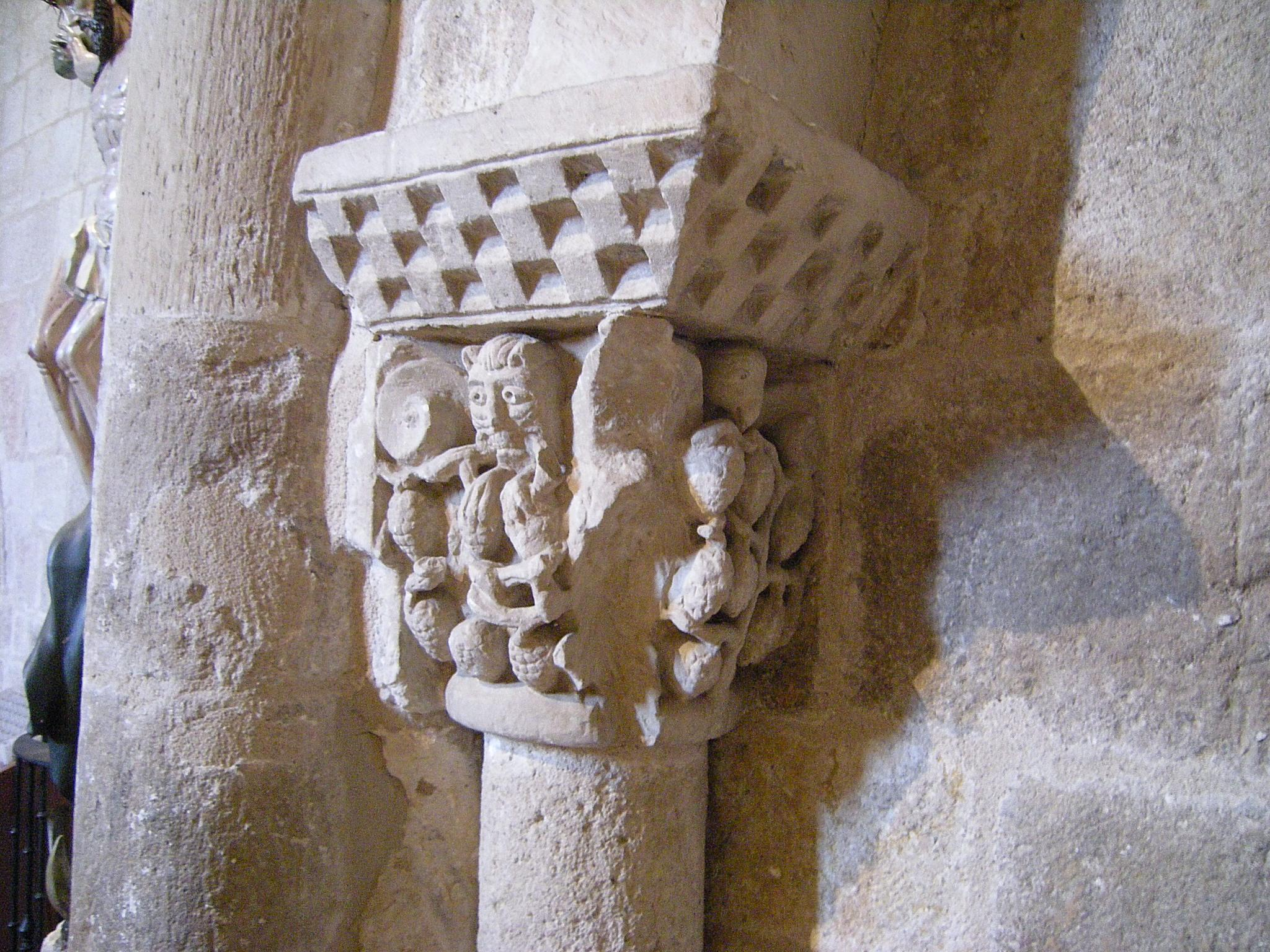
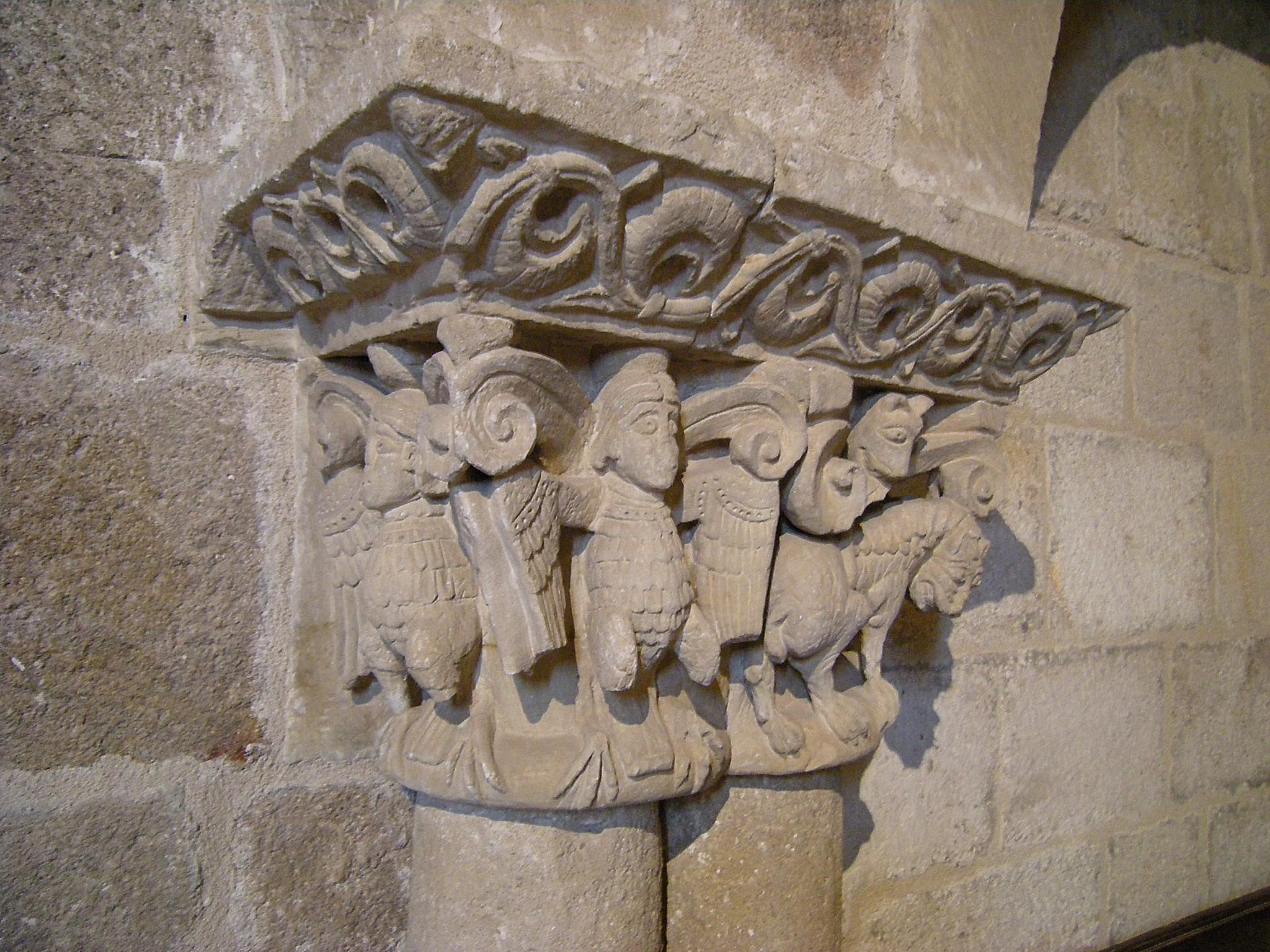
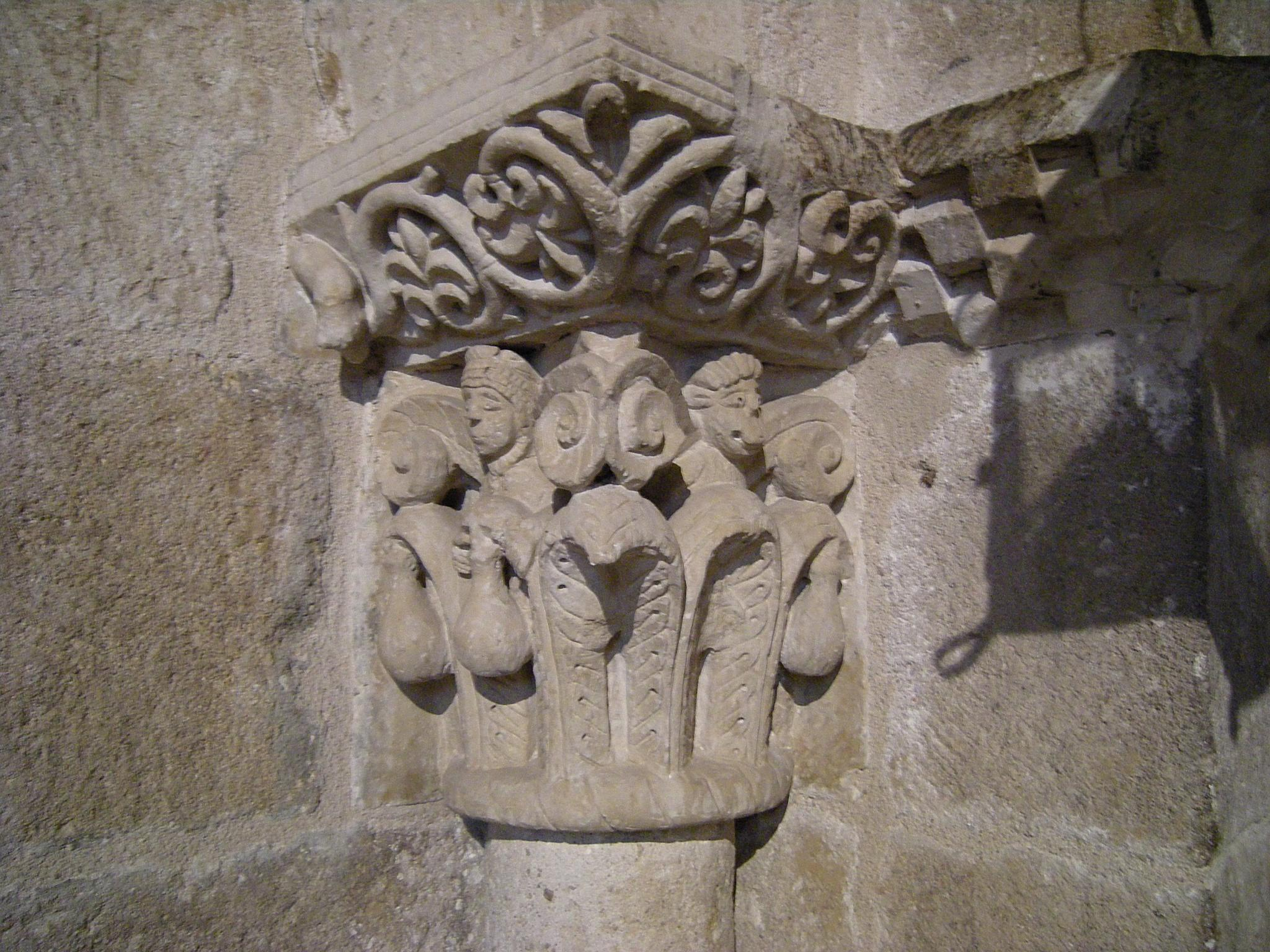
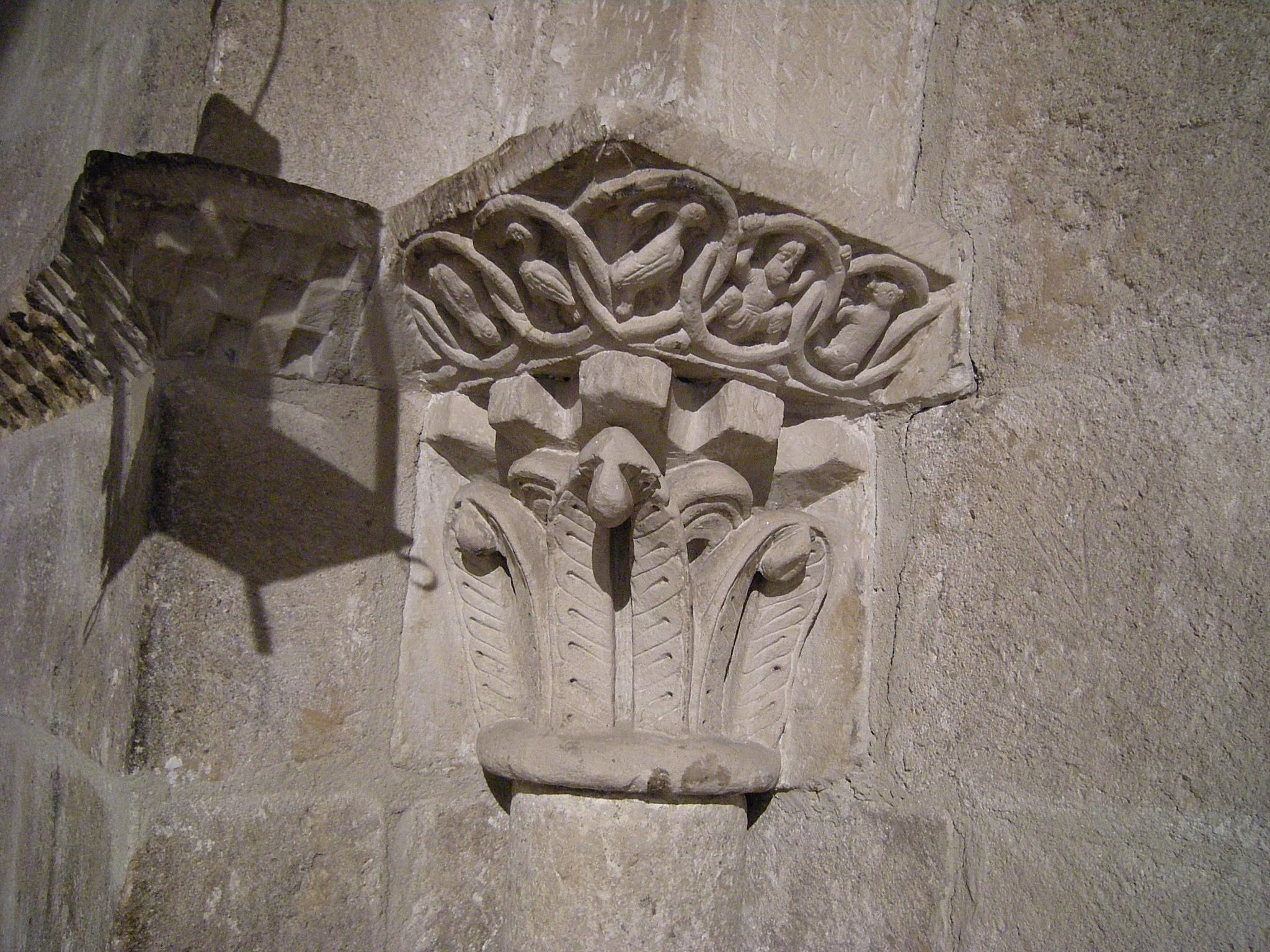
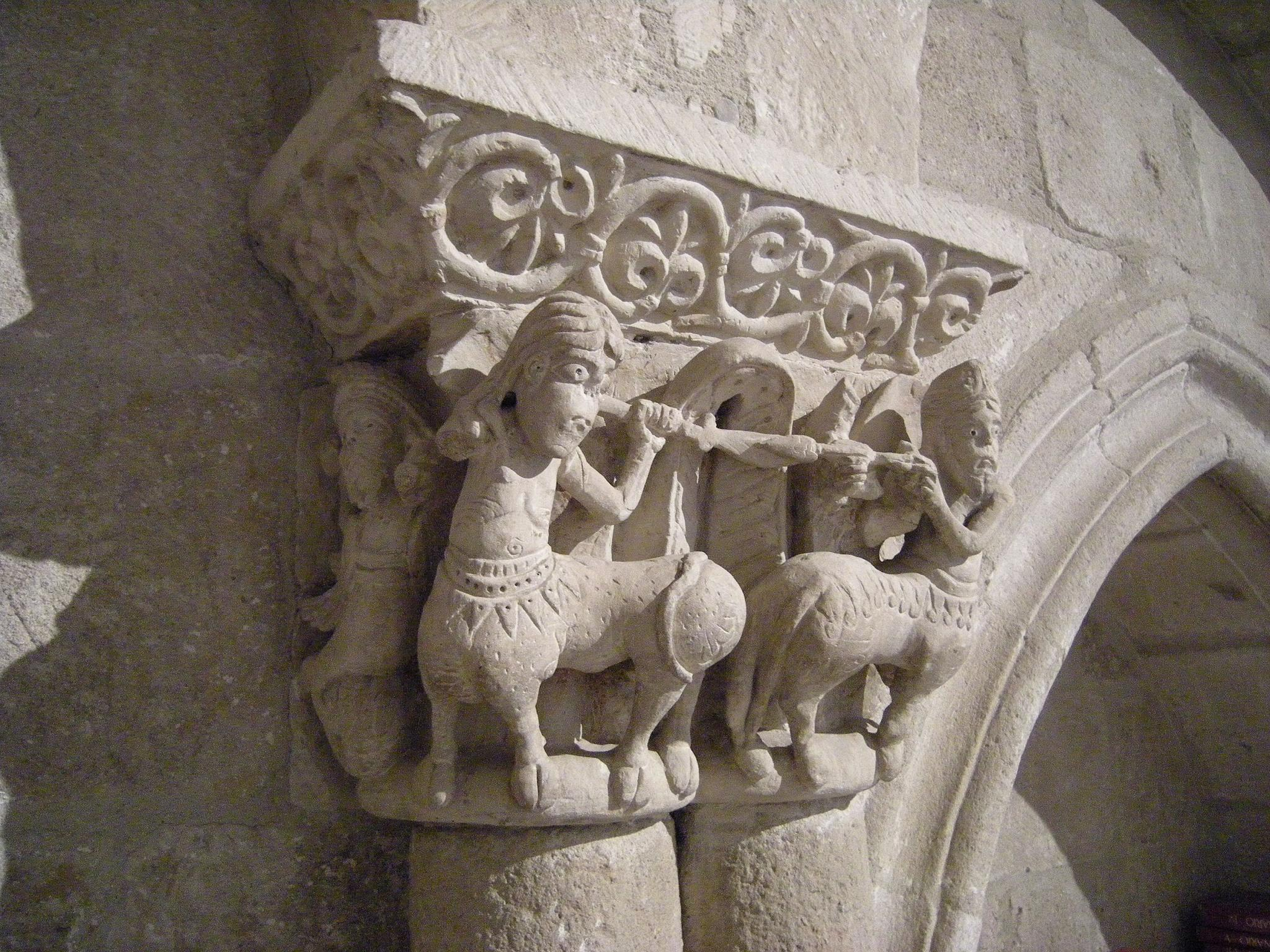

Das Portal mit seinen drei Archivolten stellt im inneren Bogenlauf die Arbeiten im Laufe des Jahres dar. In den anderen Bogenläufe werden Tiere und Pflanzen dargestellt.